# يوليان فيسترمان
يوليان فيسترمان (بالألمانية: Julian Westermann)‏ (19 أبريل 1991 في ألمانيا - ) هو لاعب كرة قدم ألماني في مركز الظهير. لعب مع نادي بروسيا مونستر وSportfreunde Lotte ‏.

## وصلات خارجية
- يوليان فيسترمان على موقع قاعدة بيانات كرة القدم.إي يو (الإنجليزية)
- يوليان فيسترمان على موقع بيانات كرة القدم. دي إي (الألمانية)